# Michail Roesjajev
Michail Anatoljevitsj Roesjajev (Russisch: Михаил Анатольевич Русяев) (Toeva, 15 november 1964 – Moskou, 10 april 2011) was een Russisch voetballer. Roesjajev begon zijn professionele carrière bij Spartak Moskou. Hiermee werd hij tweemaal landskampioen. De eerste keer in 1987 (Sovjet Top Liga), de tweede keer in 1992 (Premjer-Liga).
In 1989 verliet hij de Top Liga in Rusland om in Duitsland bij Alemannia Aachen in de 2. Bundesliga te gaan spelen. Op het einde van zijn carrière zou hij uiteindelijk 147 wedstrijden in deze competitie hebben gespeeld, waarbij hij 36 doelpunten maakte.
In 2005 kreeg Roesjajev een beroerte waarbij hij halfzijdig verlamd raakte. Hij stierf uiteindelijk op 11 april 2011, op 46-jarige leeftijd.